# Руда (Жовківська міська громада)
Руда́ —село в Україні, у Жовківській міській громаді Львівського району Львівської області, орган місцевого самоврядування — Жовківська міська рада. Населення становить 202 особи (станом на 2001 рік). Село розташоване на північному сході колишнього Жовківського району, за 7,4 кілометра від центру громади.

## Географія
Село Руда лежить за 7,4 км на північний захід від адміністративного центру громади, фізична відстань до Києва — 444,0 км.

## Історія
Руда до 1940 року було присілком села Туринка і називалась Руда Туринецька.
12 червня 2020 року, відповідно до розпорядження Кабінету Міністрів України № 718-р «Про визначення адміністративних центрів та затвердження територій територіальних громад Львівської області», село увійшло до складу Жовківської міської громади.
19 липня 2020 року, в результаті адміністративно-територіальної реформи та ліквідації Жовківського району, село увійшло до складу новоствореного Львівського району.

## Населення
Станом на 1989 рік у селі проживали 210 осіб, серед них — 93 чоловіки і 117 жінок.
За даними перепису населення 2001 року у селі проживало 202 особи. Рідною мовою назвали:
| Мова       | Кількість осіб | Відсоток |
| ---------- | -------------- | -------- |
| українська | 202            | 100,00 % |

## Пам'ятки
- Церква Різдва Пресвятої Богородиці[d];

## Особистості
- Леонтович Павло Іванович (1825—1880) — український письменник.